# Bettina Speckmann

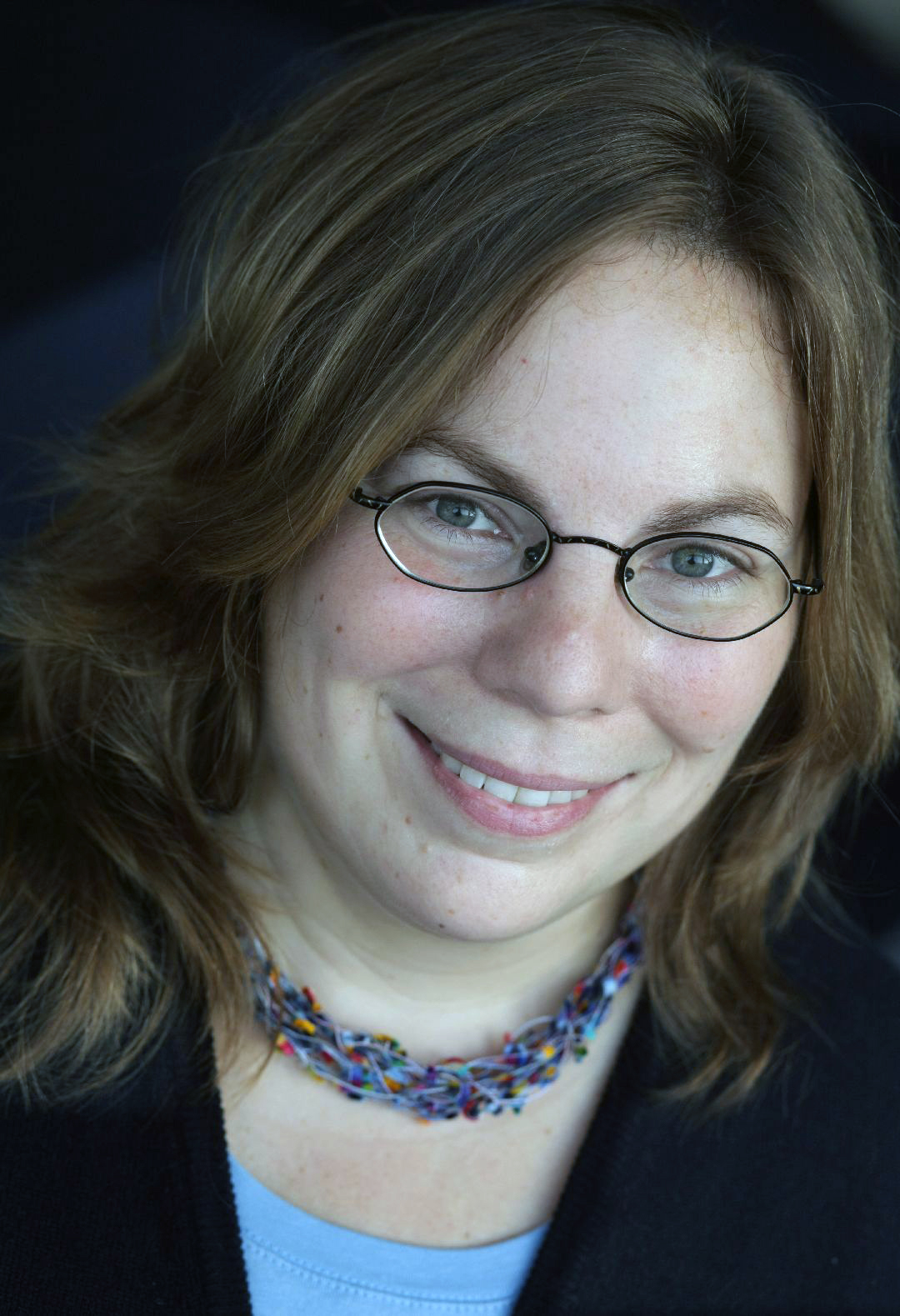
Bettina Speckmann, 2009

Bettina Speckmann (* 1972) ist eine deutsche Informatikerin und Hochschullehrerin. Sie leitet die Gruppe Algorithmen, Geometrie und Applikationen im Fachbereich Mathematik und Informatik der Technischen Universität Eindhoven (Niederlande). Ihre Forschungsschwerpunkte sind Algorithmische Geometrie und Informationsvisualisierung, insbesondere für Objekte in Bewegung.

## Studium und Karriere
Bettina Speckmann erwarb 1996 ihr Diplom an der Westfälischen Wilhelms-Universität Münster. Sie promovierte 2001 an der University of British Columbia (Kanada) unter der gemeinsamen Leitung von Jack Snoeyink und David Galer Kirkpatrick. Bevor sie an die TU Eindhoven kam, forschte sie als Postdoc bei Emo Welzl an der ETH Zürich.
Sie ist Mitglied des Computational Geometry Steering Committee und war Programmvorsitzende für das Symposium on Computational Geometry (2018), das International Colloquium on Automata, Languages and Programming (2015) und das International Symposium on Graph Drawing (2011).

## Auszeichnungen
2011 war Bettina Speckmann die erste Gewinnerin des niederländischen Preises für Forschung in Informations- und Kommunikationstechnik der Koninklijke Hollandsche Maatschappij der Wetenschappen. Dieser Preis wurde ihr für ihre Arbeit über Geoinformationssysteme verliehen.
Von 2011 bis 2016 war sie Mitglied der Global Young Academy.

## Privatleben
Bettina Speckmann ist die Tochter des deutschen Neurophysiologen und Künstlers Erwin-Josef Speckmann.